# 查尔斯·蒂里特
查尔斯·蒂里特衬衫有限公司（英語： /ˈtɪrɪt/ TIH-rit），又简称为CT衬衫（CT Shirts），英国全通路男士服装零售商，销售正装衬衫、领带、正装、休闲装、鞋履、配饰，由尼克·惠勒创办于1986年。
1997年，查尔斯·蒂里特公司在伦敦知名衬衫店聚集的杰明街开设首个门店。

## 历史
1986年，尼克·惠勒在布里斯托尔大学就读期间，创办查尔斯·蒂里特衬衫公司，以郵購方式交付，惠勒认为“可以做出最好的衬衫”。公司最初的办公运营场所在伦敦富勒姆路的一处小空间，随后逐步开设门店、开发电子商务平台扩展其业务，起初仅制作男装衬衫，随后又逐步扩展产品线，包括正装、鞋履、针织品、配饰、商务休闲服饰。
2011年星期日泰晤士報利润榜100强中，查尔斯·蒂里特获颁客户服务类第一名。2016年，获颁国际贸易类女王企业奖。
惠勒之妻克丽茜·拉克尔是卧室、家居用品、服装及香水零售商怀特公司的创办人、所有人。

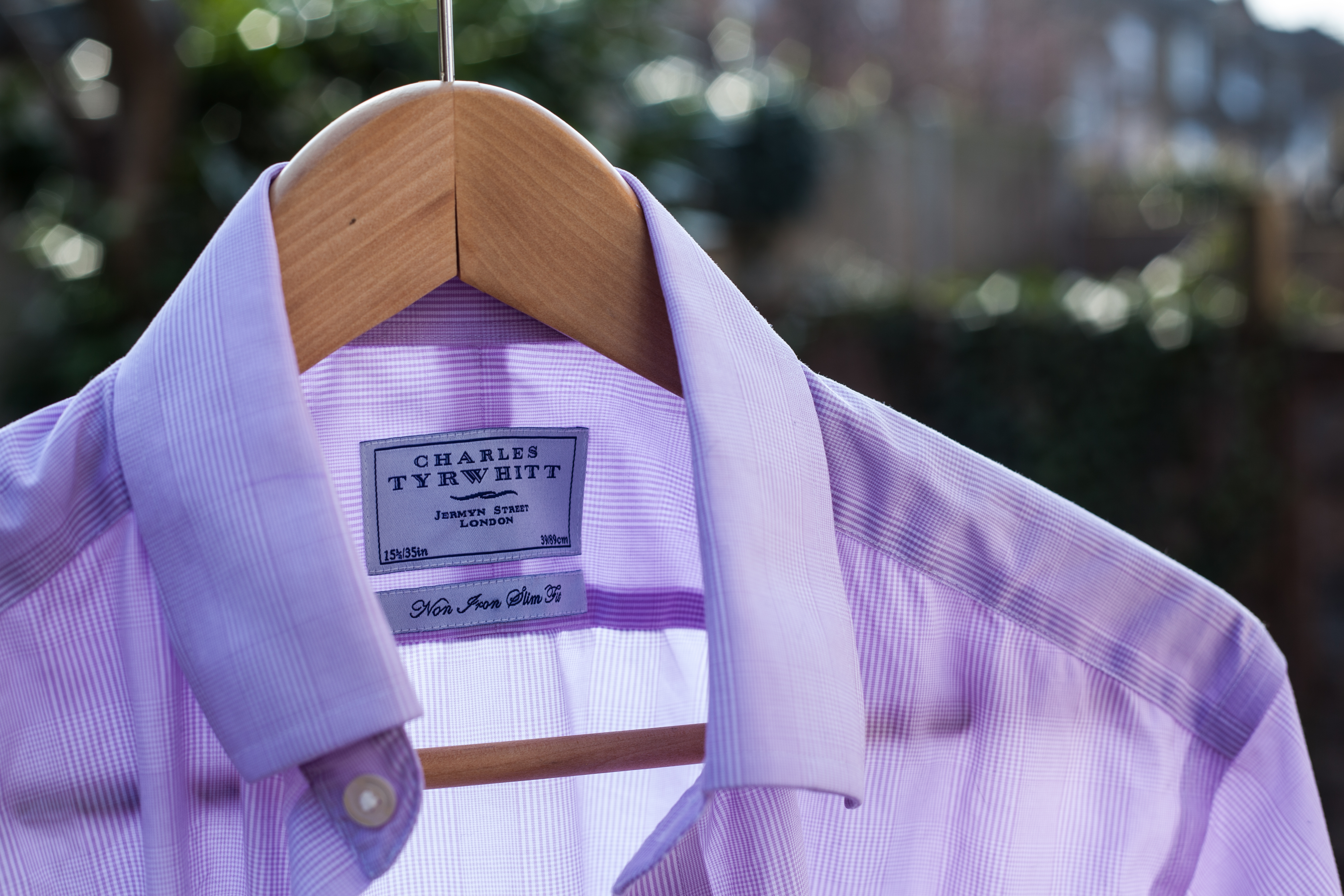
查尔斯·蒂里特牌衬衫
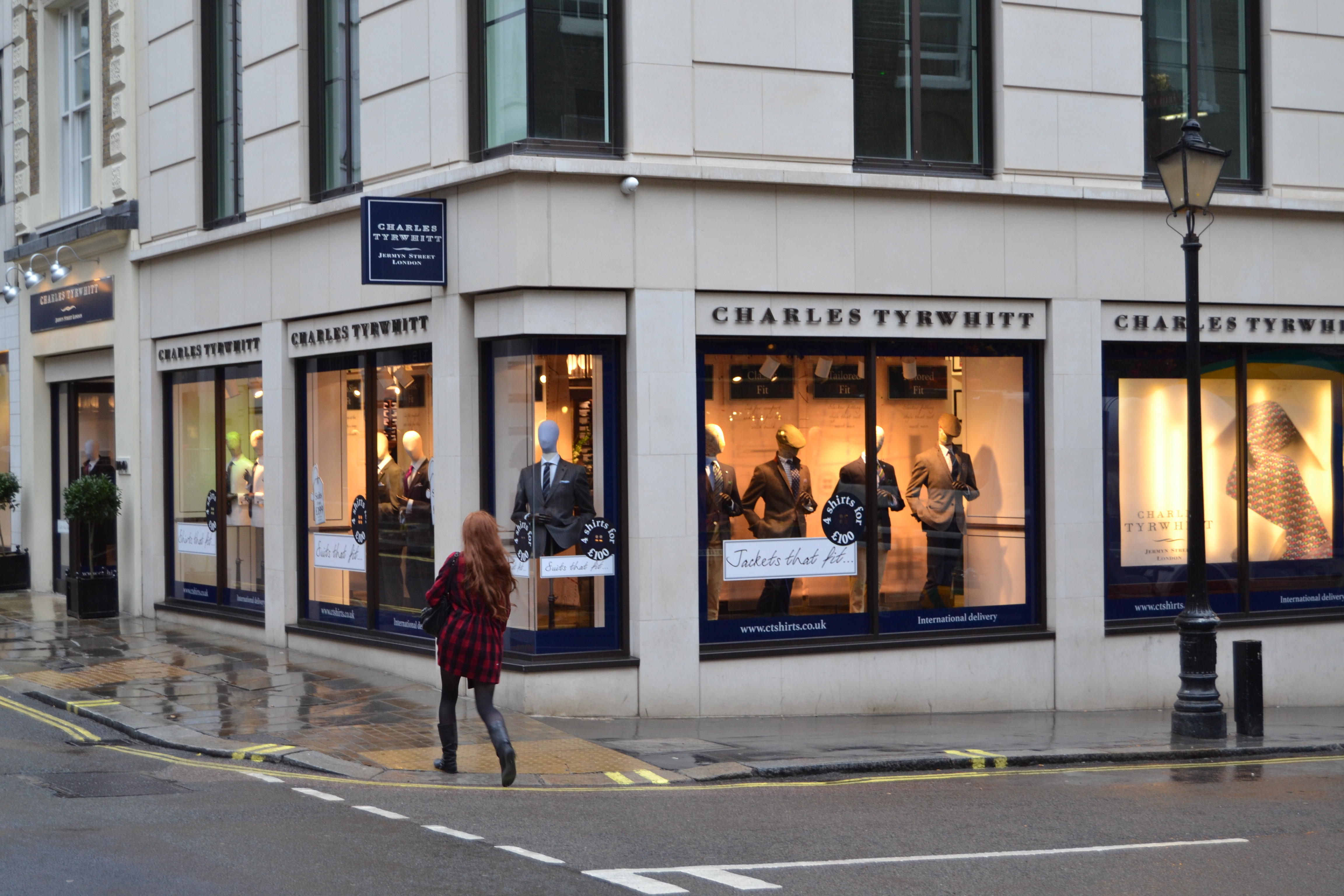
伦敦杰明街查尔斯·蒂里特门店
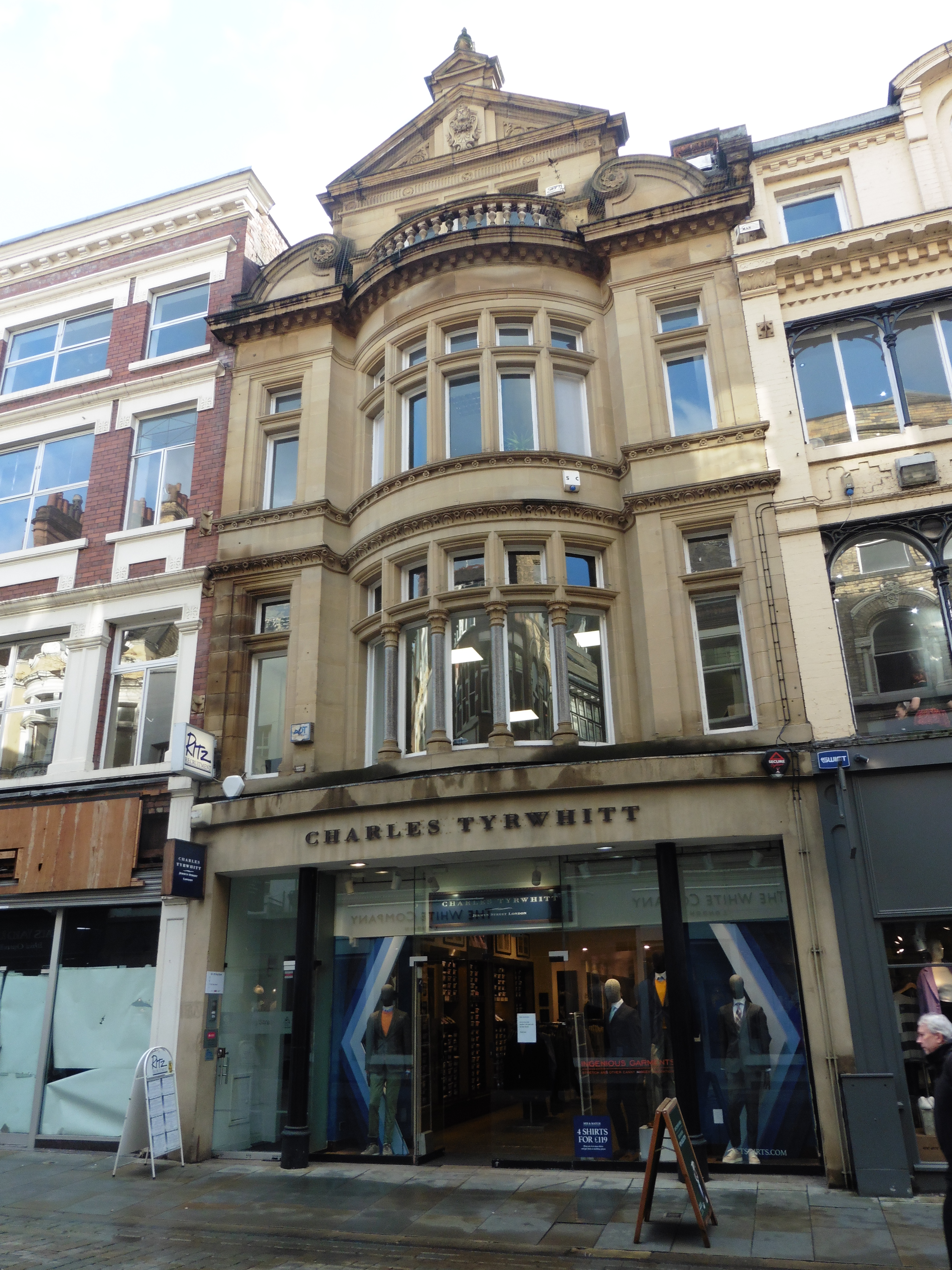
曼彻斯特国王街门店